# Иларион (Капрал)
Митрополи́т Иларио́н (в миру Игорь Алексеевич Капра́л; 6 января 1948, Спирит-Ривер, Альберта — 16 мая 2022, Нью-Йорк, Нью-Йорк) — епископ Русской православной церкви заграницей (РПЦЗ); с 18 мая 2008 года митрополит Восточно-Американский и Нью-Йоркский, Первоиерарх РПЦЗ. С 20 июня 1996 — архиепископ Сиднейский и Австралийско-Новозеландский. После подписания Акта о каноническом общении РПЦЗ и Русской православной церкви (Московского патриархата) (2007 год) вошёл также в состав епископата последней.
Тезоименитство — 21 октября по юлианскому календарю (преподобного Илариона, схимника Печерского).

## Биография

### Детство и юность
Родители происходили из деревни Обенижи бывшей Волынской губернии (сегодня в составе Турийского района Волынской области на Украине). В 1929 году, когда Волынь была в составе Польши, родители эмигрировали в Канаду, где получили в провинции Альберта 160 акров земли и 100 долларов наличными, а также молоток и топор для строительства дома.
Родился 6 января 1948 года в Спирит-Ривер, дома, так как мать не успела уехать в госпиталь. В свидетельстве о рождении зарегистрирован Григорием, в крещении получил имя Игорь.
Детство будущего иерарха было довольно трудное: «семья не выбивалась из нужды. Ферма позволяла только сводить концы с концами, несмотря на то, что сеяли пшеницу, овёс, ячмень, держали скот, но в суровых климатических условиях жизнь была непредсказуема. Из-за бедности отцу всё время приходилось искать работу».
С ранних лет посещал Свято-Троицкую русскую церковь, расположенную неподалёку от Спирит-Ривер. В приходе, перешедшем в 1959 году вместе с архиепископом Пантелеимоном (Рудыком) в юрисдикцию Московского Патриархата, были сильны украинские автокефалистские настроения. С детства хотел быть священником, хотя о монашестве не помышлял.
В 1966 году окончил гимназию и нацелился на поступление в семинарию. Первоначально архиепископ Эдмонтонский Пантелеимон предложил Игорю учиться во Франции, в духовной семинарии Московского Патриархата в Вильмуассоне, созданную митрополитом Николаем (Ерёминым). Но к тому времени семинария закрылась, и архиепископ Пантелеимон стал хлопотать о поступлении Игоря в духовную семинарию в СССР: «Целый год владыка вел переговоры с Ленинградской семинарией, но в конце концов получил решительный отказ. Значительно позже я узнал, что КГБ допрашивало моих родственников на Украине, с целью узнать почему я хочу учиться в России. Мне тогда было всего 18 лет. В это время я получил копии двух открытых писем, составленных о. Глебом Якуниным и о. Николаем Эшлиманом на имя Патриарха Алексия I, премьер-министра А. Н. Косыгина и генерального секретаря Л. И. Брежнева относительно преследования веры в СССР. Эти письма открыли мне глаза на многое. Особенно меня смутила статья известного митрополита Никодима Ленинградского в журнале „Единая церковь“, в которой он хвалил коммунизм и говорил, что у коммунизма и христианства одна общая идея. Эта статья меня просто шокировала. Я понял, что не могу больше оставаться в юрисдикции Московской Патриархии и мое место быть с Зарубежным Синодом».
Перейдя в Русскую зарубежную церковь, стал духовным сыном епископа Эдмонтонского Саввы (Сарачевича), под влиянием которого Игорь решил принять монашество.
В 1967 году, 19-ти лет, поступил в Свято-Троицкую Духовную Семинарию в Джорданвилле, штат Нью-Йорк.
По окончании семинарии в 1972 году, поступил в Свято-Троицкий монастырь послушником.
2 декабря 1974 года был пострижен в рясофор с именем Иларион в честь преподобного Илариона, схимника Печерского.
С 1975 года преподавал в Свято-Троицкой духовной семинарии Священное Писание Нового Завета, нравственное и сравнительное богословие, библейскую археологию.
4 декабря 1975 года архиепископом Аверкием (Таушевым) († 1976), у которого был келейником, был рукоположён во иеродиакона. Был последним ставленником архиепископа Аверкия до его смерти и служил ему как келейник.
В 1976 году окончил Сиракузский университет со степенью магистра славяноведения и русской литературы.

### Священническое служение
17 апреля 1976 году епископом Манхэттенским Лавром (Шкурлой) был рукоположён во иеромонаха.
В 1973 по 1988 годы был редактором английской версии журнала «Православная жизнь», работая одновременно наборщиком в монастырской типографии. Летом 1979 года был направлен в Иерусалим для духовного окормления женских обителей. По окончании командировки был назначен духовником Свято-Троицкого монастыря в Джоржанвилле.
30 августа 1983 года решением Архиерейского синода РПЦЗ был награждён золотым Синодальным крестом.

### Викарий Восточно-Американской епархии
10 декабря 1984 года был хиротонисан во епископа Манхэттенского, викария Восточно-Американской епархии. Хиротонию совершили митрополит Филарет (Вознесенский), архиепископ Чикагский и Детройтский Серафим (Иванов), архиепископ Лос-Анджелесский и Южно-Калифорнийский Антоний (Синкевич), архиепископ Монреальский и Канадский Виталий (Устинов), архиепископ Сиракузский и Троицкий Лавр (Шкурла), архиепископ Сиднейский и Австралийско-Новозеландский Павел (Павлов), епископ Вашингтонский Григорий (Граббе), епископ Берлинский и Германский Марк (Арндт) и епископ Кливлендский Алипий (Гаманович). Окормлял приходы в штате Пенсильвания.
Собором епископов был утверждён в должности заместителя секретаря Архиерейского синода.
В качестве официального представителя Архиерейского синода РПЦЗ неоднократно посещал Россию.
Впервые он приехал на Родину в 1990 году и за два месяца паломничества — июнь и июль — посетил Валаам и Санкт-Петербург, Киев и Почаевскую лавру, где познакомился с наместником архимандритом Онуфрием (Березовским). Тогда же впервые встретился со своими родственниками на Украине. Принимал участие в праздновании 1000-летия Крещения Владимиро-Суздальской Руси в Цареконстантиновском соборе города Суздаля, присоединившемся к РПЦЗ, в 1990 году, возглавлял пресс-конференцию в журнале «Огонёк», посвящённую провокационным попыткам общества «Память» втянуть РПЦЗ в свою политическую деятельность, в 1992 году.
В декабре 1995 году получил титул епископа Вашингтонского с местопребыванием в Нью-Йорке.
14—20 января 1996 года посетил миссию РПЦЗ на Гаити, приезд епископа Илариона стал первым посещением страны русским православным архиереем.

### Архиепископ Сиднейский и Австралийско-Новозеландский
20 июня 1996 года, ввиду нестроений в Австралийской епархии, возникших после ухода на покой по болезни архиепископа Павла (Павлова), был назначен на Сиднейскую и Австралийско-Новозеландскую кафедру с возведением в сан архиепископа. С того же года являлся главным редактором официально печатного органа Сиднейской епархии — ежемесячного журнала «Церковное слово».
В 1999 году после бомбардировок Югославии войсками НАТО направил письмо премьер-министру Австралии, в котором выразил несогласие духовенства и паствы епархии с агрессией НАТО против сербского народа и просил правительство не поддерживать военные акции в Югославии.
На проходившем в Нью-Йорке с 13 по 17 декабря 2003 года Архиерейском соборе Русской православной церкви заграницей по предложению митрополита Лавра был награждён правом ношения бриллиантового креста на клобуке.
27 января 2005 года решением Архиерейского синода определён председателем предсоборной комиссии по устройству и проведению IV Всезарубежного собора.
В мае 2006 года решением Архиерейском соборе РПЦЗ определён первым заместителем председателя Архиерейского синода с местопребыванием в городе Нью-Йорке.
16 марта 2008 года, в день кончины первоиерарха РПЦЗ митрополита Лавра было определено возносить имя архиепископа Илариона за богослужениями во всех храмах Русской зарубежной церкви вслед за именем патриарха Алексия II.

### Первоиерарх РПЦЗ
12 мая 2008 года Архиерейским собором РПЦЗ был избран её первоиерархом, получив 9 голосов из 11. По словам протоиерея Серафима Гана, «выборы нового первоиерарха заняли около 30 минут. После выборов новоизбранный митрополит поблагодарил членов собора за оказанное ему доверие и попросил молиться за него». Указом патриарха Московского и всея Руси Алексия II от 12 мая 2008 года архиепископ Иларион в связи с избранием первоиерархом Русской православной церкви заграницей возведён в сан митрополита. 14 мая был утверждён Священным синодом Московского патриархата на должности первоиерарха с возведением в сан митрополита. Стал первым главой Русской зарубежной церкви, чьё избрание было утверждено в Москве патриархом и Священным синодом единой Русской православной церкви.
18 мая 2008 года в синодальном Знаменском храме в Нью-Йорке были состоялось его настолование, которое прошло с особой торжественностью. Кроме иерархов Русской православной церкви, на богослужениях присутствовали епископы и священники Константинопольского, Антиохийского, Иерусалимского патриархатов, Православной церкви в Америке, а также представители российского дипломатического корпуса.
10 декабря 2008 года утверждён членом комиссии по подготовке Поместного собора Русской православной церкви. 24 декабря 2008 года Священным синодом, «принимая во внимание важность участия в руководстве работой Архиерейского собора самоуправляемых Церквей в составе Московского Патриархата», включён в состав Священного синода, являющегося по Уставу президиумом Архиерейского собора, на время работы Собора 2009 года.
30 января 2013 года Священным синодом, «принимая во внимание важность участия в руководстве работой Архиерейского Собора предстоятелей автономных и самоуправляемых частей Московского Патриархата», включён в состав Священного синода на время работы Собора.
24 декабря 2015 года Священным синодом, «принимая во внимание важность участия в руководстве работой Архиерейского Собора предстоятелей автономных и самоуправляемых частей Московского Патриархата», включён в состав Священного синода на время работы Собора.
18 июля 2017 года в Троице-Сергиевой лавре патриархом Московским и Всея Руси Кириллом за церковные заслуги и в связи с 10-летием восстановления канонического общения в единой Поместной Русской церкви удостоен права ношения второй панагии в пределах Русской зарубежной церкви.
2 октября 2017 года решением Архиерейского синода РПЦЗ поручено временное управление Западно-Европейской епархией.
Осенью 2017 года обратился к предстоятелю неканонического Киевского патриархата Филарету (Денисенко), сообщив, что руководство Русской православной церкви желает пойти на сближение с Киевским патриархатом. 11 ноября делегация Киевского патриархата прибыла в Москву, провела переговоры с митрополитом Иларионом (Алфеевым), который убедил её предложить Киевскому патриархату подготовить письмо от имени Филарета, которое могли бы зачитать на готовящемся Архиерейском соборе Русской православной церкви. 16 ноября Филарет (Денисенко) написал два письма — одно на имя Архиерейского собора РПЦЗ, другое — на имя первоиерарха РПЦЗ.
28 ноября 2017 года решением Священного синода Русской православной церкви, «принимая во внимание важность участия в руководстве работой Архиерейского Собора предстоятелей автономных и самоуправляемых частей Московского Патриархата», включён в состав Священного синода на время работы Собора.
20 сентября 2018 года освобождён от временного управления Великобританской епархией и Западно-Европейской епархией. Митрополит Иларион не поддержал создание патриархом Варфоломеем ПЦУ в 2018 году.
В апреле 2020 года связи с пандемией COVID-19 митрополит Восточно-Американский и Нью-Йоркский Иларион призвал верующих следить за онлайн-трансляциями богослужений в условиях пандемии коронавируса.
Скончался 16 мая 2022 года в больнице в Нью-Йорке после продолжительной болезни. 21 мая в Знаменском Синодальном соборе Нью-Йорка состоялось монашеское митрополита Илариона. Похоронен 22 мая на кладбище Свято-Троицкого монастыря в Джорданвилле (Нью-Йорк).

## Мнения и оценки
В конце мая 2008 года ушедший в раскол протодиакон Герман Иванов-Тринадцатый, клирик Свято-Николаевского храма в Лионе (Франция), на вопрос Портала-Credo.Ru о том, будет ли первоиерарх самостоятельной фигурой, ответил: «Ну, конечно же, нет. Он — человек безвольный и всегда таковым был. <…> В сторону Москвы он смотрел всегда. В прежние времена, я помню, мог даже поставить у себя в машине послушать патриархийный хор, что многим весьма не нравилось. Он — добрый, да, но бесхарактерный».
В церковной среде недоумение вызвала прозвучавшая в его интервью «Комсомольской правде» мысль о возможности богослужения на русском языке: в интервью, опубликованном 13 мая 2008 года, наречённый первоиерарх Иларион сказал, очевидно имея в виду под «старославянским» современный церковнославянский язык: «если что-то менять, так вот, например, я думаю, назрела необходимость в переводе молитв со старославянского на русский язык».
Митрополит Павел (Пономарёв), служивший в США в 1990-е годы, отмечал: «С нынешним Первоиерархом Русской Зарубежной Церкви митрополитом Иларионом мне также приходилось встречаться задолго до воссоединения. На меня он всегда производил впечатление человека здравомыслящего, очень обаятельного, с которым и тогда было приятно общаться».
Протоиерей Артемий Владимиров в 2010 году говорил: «давно, по рассказам своих друзей, среди которых много священников Русского Зарубежья, слышал о митрополите Иларионе как человеке доступном, простом, необыкновенно сердечном, исполненном архипастырской любви, умеющем говорить с любым собеседником на его языке. И эти сведения оказались не просто правдивыми — для меня и поныне во многом остается предметом удивления, насколько тесно здесь, в зарубежье, епископы общаются со своими детьми, с пастырями, насколько это общение просто и чуждо официоза».
По словам архимандрита Петра (Кондратьева), «Владыка Иларион — удивительный пастырь, милостивый, заботливый. К нему можно подойти с любым вопросом. Я могу ему позвонить по мобильному телефону, и он всегда снимает трубку и если не может говорить, то сам всегда перезванивает. Он умеет находить удивительные примеры из Евангелия, чтобы сгладить углы в трудных ситуациях. Бывает и требователен, но если к нему подойти со словом „прости“, ты тут же становишься для него братом и другом. Это слово для него свято».
По словам протоиерея Николая Балашова, «митрополит Иларион любил молитву и всегда стремился к миру, он совсем не ценил внешние атрибуты власти и по свойственному ему смирению всегда, когда мог, предпочитал уступить собратьям <…> Большая потеря — уход этого человека поистине доброй души, с великим христианским терпением переносившего тяготы болезни и до самого конца продолжавшего свое служение».
По словам священника Георгия Максимова, его «особенно впечатляло его миссионерское сознание. Сердце его откликалось на любой запрос, касающийся возможности посеять семена Православия в том или ином неправославном народе. Владыка искренне переживал об этом. Немало он делал для миссии и в США, и в других странах. Не всем из поддержанных владыкой инициатив суждено было успешно реализоваться, — отчасти из-за недостатка ресурсов, а отчасти из-за человеческого фактора. Но, безусловно, очень многие неправославные люди по всему миру смогли стать чадами Церкви Христовой и спастись благодаря отзывчивому миссионерскому сердцу владыки Илариона. И на Суде Христовом он сможет показать на них и сказать: „Вот я и дети, которых дал мне Бог“ (Ис. 8:18)».
Митрополит Марк (Арндт) уже после кончины митрополита Илариона вспоминал: «став первоиерархом, владыка Иларион ничуть не изменился по характеру и не сделался вдруг большим начальником. Нет, он остался таким же, каким и был: спокойным человеком, который не любил никаких зигзагов или резких суждений. У него был ровный характер, и для всех нас это было утешительно. Собственно, зная его характер, нельзя было и ожидать ничего иного. В нем всегда были смирение и любовь, он всегда оставался первым среди равных. Например, на заседаниях Синода он никогда не старался „пробивать“ какое-то нужное решение или оказывать на кого-то давление. Нет, владыка всегда относился к другим архиереям как к равным. И такое отношение у него было ко всем людям».

## Публикации
проповеди, выступления, доклады
- Слово при наречении во епископа Манхеттенского // «Православная Русь». 1984. — № 24 (1285). — С. 8-9;
- Приветствие от Комитета русской православной молодёжи за границей // «Православная Русь». 1987. — № 24 (1357). — С. 7;
- Дом милосердия // «Православная Русь». 1991. — № 24 (1453). — C. 4;
- Архиерейский Синод // «Православная Русь». 1992. — № 14 (1467). — C. 7;
- Памяти архимандрита о. Лазаря (Мура) // «Православная Русь». 1992. — № 24 (1477). — C. 12-13;
- К 40-му дню со дня кончины архимандрита Арсения // «Православная Русь». 1993. — № 6 (1483). — С. 5-6 (в соавт. с Л. М. К.)
- Памяти архимандрита Геласия // «Православная Русь». 1994. — № 21 (1522). — C. 14;
- Миссия РПЦ в Корее // «Православная Русь». 1994. — № 24 (1525). — C. 14-15;
- Кончина архиепископа Павла // «Православная Русь». 1995. — № 5 (1530). — C. 12-13 (в соавт. с Е. Ширинской);
- Иллюстрированный календарь Комитета рус. правосл. молодёжи // «Православная Русь». 1995. — № 21(1546). — C. 12;
- Посещение миссии РПЦЗ на Гаити // «Православная Русь». 1996. — № 5(1554). — С. 8-9, 15;
- Слово преосв. архиепископа Илариона по прибытии на Сиднейскую кафедру // Церковное слово. Сидней, 1996. — № 6/7. — С. 1-2;
- Приветственное слово преосвященного архиепископа Илариона, сказанное в кафедральном соборе св. апостолов Петра и Павла новому викарию Австралийско-Новозеландской епархии преосвященному Гавриилу, епископу Бризбенскому // «Православная Русь». 1996. — № 9. — С. 6-7;
- Священное Писание и наше отношение к нему // «Православная Русь». 1997. — № 2. — C. 15-17;
- Вступительный доклад правящего архиерея Австралийско-Новозеландской епархии на 11-м епархиальном съезде, г. Сидней, 29-30 апр. и 1 мая 1998 г. // «Православная Русь». 1998. — № 3. — С. 4-7;
- Доклад правящего архиерея о состоянии дел с регистрацией имущества на 11-м епархиальном съезде // «Православная Русь». 1999. — № 3. — С. 8-12, 14;
- Помогите нашему миссионеру в Корее // «Православная Русь». 1999. — № 4. — C. 25;
- История русского Православия в Австралии и мысли о его будущем // «Православная Русь». 1999. — № 2. — С. 3-9;
- Копия письма, посланного архиеп. Иларионом премьер-министру Джону Ховарду // «Православная Русь». 1999. — № 3. — С. 22;
- Помогите поставить памятник на могиле о. Иннокентия // «Православная Русь». 1999. — № 7/8. — С. 27;
- Христианское гостеприимство // «Православная Русь». 2000. — № 1. — С. 8-13;
- Краткая биография о. Михаила Ли // «Православная Русь». 2000. — № 5. — С. 20-21;
- Judge Not, That Ye be Not // «Православная Русь». 2001. — № 1. — C. 1-2, 7-8;
- Слово в день прославления новых рус. святых угодников // «Православная Русь». 2001. — № 4. — С. 3-7;
- Доклад преосв. архиеп. Илариона о жизни Австралийско-Новозеландской епархии // «Православная Русь». 2002. — № 1. — С. 5-8;
- Доклад архиепископа Илариона на епархиальном съезде Австралийско-Новозеландской епархии 13-26 марта 2005 г. // «Православная Русь». 2005. — № 4. — С. 23-26;
- О предстоящем Всезарубежном Соборе // «Православная Русь». 2006. — № 3. — С. 4-6;
- Заявление архиепископа Сиднейского и Австралийско-Новозеландского Илариона, 1-го заместителя председателя Архиерейского Синода на епархиальном съезде Австралийско-Новозеландской епархии 13-26 марта 2005 г. // «Православная Русь». 2006. — № 9. — С. 10-11;
- Слово архиепископа Илариона на заочном отпевании митрополита Виталия // «Православная Русь». 2007. — № 1. — С. 8-9.
- Выступление митрополита Восточно-Американского Илариона на торжественном акте, посвящённом пятилетию восстановления канонического единства Русской Православной Церкви // patriarchia.ru, 20 мая 2012
- Предисловие к изданию // Деяния IV Всезарубежного Собора Русской Православной Церкви Заграницей. — М.: Издательство Московской Патриархии Русской Православной Церкви, 2012. — С. 7—9. — 392 с. — ISBN 978-5-88017-277-1.
- Послание Митрополита Илариона по случаю 80-летия основания Восточно-Американской епархии // pravoslavie.ru, 14 марта 2014
- Приветствие Митрополита Восточно-Американского и Нью-Йоркского Илариона // Церква мученикiв: гонiння на вiру та Церква у ХХ столiттi: матерiали Мiжнародної наукової конференцїї (6—7 лютого 2020 р., Свята Успеньска Києво-Печерьска Лавра). — Київ: Видавничий вiддiл Української Православної Церкви. 2020. — С. 19—20
- Митрополит Иларион (Капрал; ☦16 мая 2022 г.): Мы счастливы, что достигли единства // pravoslavie.ru, 17 мая 2022

интервью
- «Да восторжествует Христова истина». Интервью данное архиепископом Сиднейским и Австралийско-Новозеландским Иларионом австралийской газете «Слово» // официальный сайт РПЦЗ, 21 июня 2003
- «В России мы чувствовали себя как дома» Интервью с архиепископом Сиднейским и Австралийско-Новозеландским Иларионом // pravoslavie.ru, 26 августа 2005
- «Для меня быть русским — значит быть Православным» // Благовест, 01.06.2007
- Митрополит Восточно-Американский и Нью-Йоркский Иларион ответил на вопросы корреспондента газеты «Коммерсант» // pravoslavie.ru, 13 мая 2008.
- Коробов П. «Остаются психологические вопросы и преграды». // Коммерсантъ. — № 80 (3897). — 14.5.2008.
- Значение Православной Миссии на Гаити для РПЦЗ // ПОПЕЧИТЕЛЬСКИЙ ФОНД О НУЖДАХ РУССКОЙ ПРАВОСЛАВНОЙ ЦЕРКВИ ЗАГРАНИЦЕЙ, 6 января 2009
- Интервью первоиерарха Русской православной церкви заграницей митрополита Илариона // pravoslavie.ru, 4 января 2010.
- Веб-конференція Первоієрарха Руської Православної Церкви Закордоном митрополита Східно-Американського і Нью-Йоркського Іларіона // «Официальный Сайт УПЦ», 25 мая 2010
- Экстремизм — всегда источник зла // Журнал «Экономические стратегии», № 8 (74) 2010
- Митрополит Восточно-Американский и Нью-Йоркский Иларион: «Воссоединение двух частей Русской церкви — заграницей и на родине — это величайшее благо», 2012
- Мы удостоились благословенного мира и благодатной радости // Журнал Московской Патриархии. 2012. — № 5. — С. 21-23
- Надо идти к Богу // К единству. 2012. — № 5. — С. 6-8
- «Восточно-Американская епархия — виноградник, возделывать который нам повелел Господь.» Доклад митр. Илариона о положении дел в епархии, 10 октября 2012
- «Нам подобает следовать примеру Святых Отцов» Беседа с Митрополитом Восточно-Американским и Нью-Йоркским Иларионом, Первоиерархом Русской Зарубежной Церкви, 17 мая 2013
- «Спасение России в её праведниках» // Новый Журнал. 2013 — № 271
- Зарубежной Церкви нравится консерватизм Москвы // «Независимая газета», 17.07.2013
- Митрополит Восточно-Американский и Нью-Йоркский Иларион: «Радостно быть в Австралии на Святую Пасху». (интервью Первоиерарха Русской Зарубежной Церкви газете «Единение»), 30/4/2014
- О духовных недугах у границ православной России и Православии на Западе // pravoslavie.ru, 5 мая 2014
- Митрополит Восточно-Американский Иларион: «Узнайте Россию, и вы поймете, что она не враг, а друг» // «Православие и мир», 13 сентября 2014
- Беседа с Первоиерархом РПЦЗ о 30 годах его архиерейства // pravoslavie.ru, 10 декабря 2014 года
- Мы, русские люди, не можем жить без Церкви // фонд Питирима Сорокина
- Глава РПЦЗ: мы должны призывать к миру, а не к бомбардировкам // ТАСС, 15 апреля 2017 года
- «У НАС ЦЕРКОВЬ — СЕМЬЯ» Митрополит Иларион (Капрал) о Зарубежной Церкви и проповеди в зарубежном мире // pravoslavie.ru, 11 декабря 2017
- Интервью с митрополитом Иларионом // «Единение», 7 мая 2019
- «Любовь к России мы храним в наших сердцах». Как Зарубежная Церковь отметит своё столетие // pravmir.ru, 10 ноября 2019
- МИТРОПОЛИТ ИЛАРИОН: «НА МОИХ ГЛАЗАХ РОСЛА ЕПАРХИЯ»

## Награды
- Медаль Столетия (Австралия, 1 января 2001)[45]
- право ношения бриллиантового креста на клобуке (декабрь 2003)
- Императорский орден Святой Анны I степени (4 августа 2007, «Российский императорский дом»)[46]
- Орден преподобного Сергия Радонежского II степени (17 мая 2008)[47]
- Орден святителя Иннокентия, просветителя Америки (10 декабря 2011; Православная црековь в Америке)[48]
- Орден святого преподобного Серафима Саровского II степени (6 января 2013, «Во внимание к усердным трудам и в связи с 65-летием»[49])
- знак отличия «За усердие» (12 февраля 2016 года; «за большой личный вклад в укрепление отношений между Забайкальским краем и российскими соотечественниками Австралии, активное содействие в организации премьерного показа фильма о жизни Забайкальских казаков „Забайкальская Одиссея“»[50])
- право ношения второй панагии в пределах Русской Зарубежной Церкви (18 июля 2017; «За церковные заслуги и в связи с 10-летием восстановления канонического общения в единой Поместной Русской Церкви»[51])
- Орден святителя Рафаила Бруклинского I степени (31 января 2018, от Антиохийской архиепископии Северной Америки в связи с 70-летием со дня рождения)[52].